# Tommy Chong
Tommy Chong, właśc. Thomas B. Kin Chong (ur. 24 maja 1938 w Edmonton) – kanadyjsko-amerykański aktor i muzyk, często występujący jako stereotypowy narkoman ery hippisowskiej. Wcielał się w postać Chonga w filmach komediowych Cheech & Chong u boku Cheecha Marina oraz Leo w serialu Różowe lata siedemdziesiąte (1999–2002). Od końca lat 80. ma obywatelestwo Stanów Zjednoczonych.

## Życiorys

### Młodość
Urodził się w Edmonton, w prowincji Alberta, w zachodniej Kanadzie, jako syn Lorny Jean Chong (z domu Gilchrist), kelnerki, i Stanleya Chonga, kierowcy ciężarówki. Jego ojciec był pochodzenia chińskiego, a matka miała korzenie szkocko-irlandzkie.
Kiedy był jeszcze dzieckiem, jego rodzina przeniosła się do Calgary, do dzielnicy, którą Chong nazywał „Dog Patch” (dosł. „Psia Łata”). Twierdził, że jego ojciec „został ranny w II wojnie światowej, a w Calgary był szpital dla weteranów. Kupił dom w Dog Patch za pięćset dolarów i utrzymywał naszą rodzinę za pięćdziesiąt dolarów tygodniowo”.
W wieku 11 lat zaczął grać na gitarze. Rozpoczął od muzyki country, wkrótce jednak poznał rhythm and bluesa, przeszedł na zawodowstwo i mając 16 lat zakończył edukację w Crescent Heights High School w Calgary.

### Kariera
W latach 60. grał na gitarze w soulowej grupie Shades. Twierdził, że pewnego dnia, po chuligańskich wybrykach fanów na jednym z koncertów zespołu, policja kazała mu opuścić miasto. Wraz z zespołem udał się więc do najbliższej metropolii – Vancouver. Tam kupił klub o nazwie Elegant Parlour, gdzie grał na gitarze i śpiewał w zespole Bobby Taylor & The Vancouvers. Jednym z utworów jego autorstwa napisanych dla tamtego zespołu był „Does Your Mama Know About Me”, który w 1968 dotarł do 29. miejsca na amerykańskiej liście przebojów i do 5. na liście przebojów R&B.
W 1973 w duecie z Cheechem Marinem zdobył nagrodę Grammy w kategorii „Najlepszy album – muzyka komediowa” za płytę Los Cochinos. Wyreżyserował także cztery filmy duetu, współtworząc i grając we wszystkich siedmiu z Cheechem: Z dymkiem (Up in Smoke, 1978) jako Anthony „Man” Stoner, Nowy film Cheecha i Chonga (Cheech and Chong’s Next Movie, 1980), Przyjemnych snów (Nice Dreams, 1981), Z deszczu pod rynnę (Things Are Tough All Over, 1982), Nadal palę (Still Smokin', 1983). Cheech & Chong’s The Corsican Brothers (1984) i Get Out of My Room (1985). W roku 1985 drogi Cheecha i Chonga się rozeszły, jako że mieli rozbieżne wizje swojego programu. Było to trudne przeżycie dla Chonga, Cheech był bowiem dla niego „kimś bliższym niż żona. Jedyne, czego nie robiliśmy razem, to seks”. O rozstaniu mówił natomiast: „To jak śmierć w rodzinie. Nie wiem, czy się kiedyś z tego otrząsnę”.
Często pojawiał się w roli hipisa o imieniu Leo w sitcomie Różowe lata siedemdziesiąte w drugim, trzecim, czwartym, siódmym i ósmym sezonie. Jako hipis występował też w sitcomie Dharma i Greg.
Użyczył też głosu w filmie animowanym Zwierzogród (2016).

### Życie prywatne
W latach 1960–1970 był żonaty z Maxine Sneed, z którą miał dwie córki: Rae Dawn Chong (ur. 28 lutego 1961) i Robbi Lynn Chong (ur. 28 maja 1965). W 1975 ożenił się z Shelby Fiddis, z którą miał troje dzieci: dwóch synów: Parisa (ur. 8 września 1974) i Gilbrana (ur. 1981) oraz córkę Precious. W 1978 zaadoptował syna Marcusa (ur. 8 lipca 1967).
9 czerwca 2012 ogłosił, że zdiagnozowano u niego raka prostaty, a następnie 15 lipca 2012 później ogłosił, że leczenie marihuaną, a w szczególności olejem RSO zmniejszyło rozmiar raka o 99%. Rok później w artykule opublikowanym na CelebStoner, Chong powiedział, że jest całkowicie wolny od raka dzięki olejowi z konopi i medycyny alternatywnej. 16 czerwca 2015, podczas rozmowy z „US Weekly” wyjawił, że leczy się z powodu raka odbytnicy.

## Problemy z prawem
Popiera legalizację marihuany i jej stosowanie w medycynie. Powtarza: „Ciągle jestem na haju. Jeśli pali się trawkę, dobrze je i trzyma formę, to zapewniam, że można żyć wiecznie”.
W 2003 był podmiotem śledztw o kryptonimach Operation Pipe Dreams i Operation Headhunter, których celem było wytropienie działalności polegającej na sprzedaży akcesoriów do spożywania narkotyków, głównie fajek wodnych do palenia marihuany. Został skazany za udział w finansowaniu i promowaniu firmy Chong Glass/Nice Dreams, którą założył jego syn, Paris. Chong przyznał się do współudziału w rozpowszechnianiu akcesoriów narkotykowych – w zamian za to jego żona i syn zostali oczyszczeni z zarzutów. 54 z 55 osób skazanych w wyniku tych dochodzeń zostało skazanych na grzywny i areszty domowe. We wrześniu 2003 Chong, jako jedyny, został skazany na 9 miesięcy więzienia, konfiskatę 103 000 dolarów i rok dozoru sądowego. Chociaż przedstawiciele rządowi zaprzeczali, jakoby Chong miał być traktowany inaczej niż inni oskarżeni, wiele osób uważa, że rząd chciał po prostu ukarać go jako przykład dla innych. Wkrótce po tym wydarzeniu zwolennicy legalizacji marihuany założyli ruch o nazwie Free Tommy Chong! („Uwolnić Tommy’ego Chonga!”), który nawoływał do jego wypuszczenia.
Odbył swój wyrok od 8 października 2003 do 7 lipca 2004. W grudniu 2004 zaczął występować w nowojorskim niekomercyjnym teatrze w Nowym Jorku w przedstawieniu o tytule Marijuana-Logues, parodii sztuki Eve Ensler Monologi waginy. Pojawiły się jednak podejrzenia, że publiczność podczas niektórych przedstawień faktycznie pali marihuanę. Chong obawiał się konsekwencji prawnych i wycofał się z tego projektu.
W 2005 ponownie pojawił się jako Leo w serialu Różowe lata siedemdziesiąte. We wrześniu 2005, na Międzynarodowym Festiwalu Filmowym w Toronto, został zaprezentowany film dokumentalny w reżyserii Josha Gilberta a/k/a Tommy Chong, opowiadający o ostatnich problemach Chonga z prawem, w którym wypowiadali się m.in. Cheech Marin, Bill Maher, Lou Adler, Eric Schlosser i Jay Leno.
W 2006 napisał książkę „The I Chong: Meditations From The Joint”, opisującą jego doświadczenia związane z jego pobytem w więzieniu oraz z medytacją.

## Filmografia

### Filmy fabularne
- 1983: Żółtobrody jako El Segundo
- 1985: Po godzinach jako Pepe Neil
- 1992: Dolina paproci jako Root (głos)
- 1995: W krzywym zwierciadle: Szkolna wycieczka jako Red
- 1998: Żółtodzioby jako mistrz wiewiórka
- 2001: The Wash: Hiphopowa myjnia jako Dee’s Connection
- 2011: Czerwony Kapturek 2. Pogromca zła jako Stone (głos)
- 2016: Zwierzogród jako Yax (głos)

### Seriale TV
- 1986: Policjanci z Miami jako T.R. „Jumbo” Collins
- 1997: Nash Bridges jako Barry Chen
- 1997: Sliders jako Van Elsinger
- 1999: Dharma i Greg jako Carl
- 1999–2006: Różowe lata siedemdziesiąte jako Leo Chingkwake
- 2000: Miasteczko South Park jako dyrektor Running Pinto (głos)
- 2009: Mad TV w roli samego siebie
- 2010: WWE Raw w roli samego siebie
- 2011: Simpsonowie w roli samego siebie (głos)
- 2011: Franklin & Bash jako sędzia Tommy Harper
- 2014: Dorastająca nadzieja jako Hubert Wilson
- 2014: Millerowie jako Ganja Pete
- 2014: Dancing with the Stars (Stany Zjednoczone) w roli samego siebie
- 2015: Wujcio Dobra Rada jako Bottom Bag
- 2017: Chłopaki z baraków w roli samego siebie

### Gry komputerowe
- 2006: Scarface: Człowiek z blizną jako Hippie (głos)